# Dendrobium nebularum
Dendrobium nebularum är en orkidéart som beskrevs av Rudolf Schlechter. Dendrobium nebularum ingår i släktet Dendrobium, och familjen orkidéer. Inga underarter finns listade i Catalogue of Life.